# 万家驴
万家驴，又作萬家閭，元朝官员，准台氏。
其父撒喀都，福州新军千户。万家驴当袭父职，让给弟弟纳罕。由宿卫官至陕西行台监察御史，转任佥云南肃政廉访司事。丽江路达鲁花赤燕只不花横暴，激叛洞蛮。燕只不花害怕逃匿。被万家驴奏罢，叛乱者于是听命万家驴。建二十四座庙学，以兴文教。为母丁忧。改任江西道、燕南道肃政廉访司事，都以母丧辞任。天历初年，河南行省授他为行省郎中，守卫潼关。不久，担任河南道廉访副使。两都之战，潼关陷落，万家驴乘夜驰还行省，征发蒙古军四千人，向富室借款，作为军资。朝廷赐上尊、币帛。也先捏率兵守卫上都，屯据彰德，士卒因粮草不给，将要大掠。在万家驴劝说下，也先捏率所部移驻卫辉。万家驴因得罪权贵，不得大用。有大官驱逐其子，其孙已经十岁。一天，万家驴遇到这个大官，说到父子天伦，这个人问：“你的孩子几岁？”万家驴说：“还小，当让他出来拜见。”第二天，带着其孙前往，大官抚爱有家。万家驴说：“这是你的孙子。”大官大哭，召其子还。后来擢升为同佥中政院事，被赐银币。改任储政院判官，拜监察御史。因为推荐的大臣有罪，被免职。转任户部郎中，能剔除积弊。元顺帝时，转任同知江西榷茶都转运司事。入朝为户部侍郎，恢复通州仓米三十万石。改任河间路总管。任內去世。